# Nikolaj Krestinskij
Nikolaj Nikolajevitj Krestinskij, född 13 oktober 1883 i Mogiljov i guvernementet Mogiljov, död 15 mars 1938 i Moskva, var en rysk politiker.
Krestinskij var advokat i Sankt Petersburg fram till 1917, deltog från 1908 i den revolutionära rörelsen och häktades ett flertal gånger. Efter oktoberrevolutionen erhöll han åtskilliga uppdrag, var 1918–1922 Sovjetrysslands finanskommissarie, 1922–1930 ambassadör i Berlin och därefter vice folkkommissarie för utrikes ärenden.
Under den stora terrorn ställdes han 1938 inför rätta, dömdes till döden och avrättades genom arkebusering.